# ARIGA-10
『ARIGA-10 HONDA COMMUNICATIONS NETWORK』（アリガトウ ホンダ・コミュニケーションズ・ネットワーク）は、1993年4月5日から12月まで、TBSほか一部TBS系列局で放送された自動車情報ミニ番組。本田技研工業（ホンダ） 一社提供。
この項目では、1994年1月から3月まで同系列局で放送された後継番組『純・メッキ』（じゅんメッキ）についても触れる。

## 概要
放送時間は毎週月曜 - 木曜24:30 - 24:40、金曜24:35 - 24:45 (JST) 。ナビゲーターは高田純次が、ナレーターは広川太一郎が担当。
｢ARIGA-10｣の題で放送されていた当時は、高田が毎回お笑い衣装に身を包んで自動車情報のリポートを行っていた。『純・メッキ』への改題以後は、自動車関連用語を五十音順に紹介するという内容で放送された。高田は当時、番組のプロモーション活動の一環でホンダディーラーのCMにも出演していた。
この番組は、当時のTBS系全国ネットニュースの最終便『筑紫哲也ニュース23』の直後の時間帯に放送されていた。当時の在京キー局は、ニュース最終便の直後の時間帯に揃って10分間の帯番組を編成していたが、TBS以外の局が放送していたのは全て関東ローカルであった。TBS製作のこの番組だけは、系列地方局（前番組『キャッチアップ』から引き続きとなる静岡放送のほか、中部日本放送（現在：CBCテレビ）、毎日放送も含めて）や、他系列局（日本テレビ系列の秋田放送、四国放送など）でも放送されており、実質的な全国完全ネットを実現していた。
しかしその後ホンダが社内の改革などを理由にスポンサーを降りたため、番組は合わせて1年で打ち切られた。同じくTBS系列局で放送されていたホンダ一社提供の『Heartに聞け』もこの番組の放送期間中に打ち切られており、『すばらしき仲間』（CBC制作）の放送開始以来長らく続いたTBS系列のホンダ一社提供枠は消滅することになった。

## 関連書籍
当時全国のホンダディーラーで、この番組の関連冊子『ARIGA-10 MAGAZINE』が無料配布されていた。22ページほどの薄い冊子で、月刊ペースで刊行されていた。
| TBS 月曜 - 金曜深夜（最終ニュース終了直後）ミニ番組枠 | TBS 月曜 - 金曜深夜（最終ニュース終了直後）ミニ番組枠 | TBS 月曜 - 金曜深夜（最終ニュース終了直後）ミニ番組枠 |
| 前番組                                                | 番組名                                                | 次番組                                                |
| ----------------------------------------------------- | ----------------------------------------------------- | ----------------------------------------------------- |
| キャッチアップ                                        | ARIGA-10 （1993年4月 - 12月）                         | 純・メッキ                                            |
| TBS 月曜 - 金曜深夜（最終ニュース終了直後）ミニ番組枠 |                                                       |                                                       |
| ARIGA-10                                              | 純・メッキ （1994年1月 - 3月）                        | TICOS                                                 |